# لنس کالکین
جورج لنس کالکین (زاده ۲۲ ژوئن ۱۸۵۹ – درگذشته ۱۰ اکتبر ۱۹۳۶) نقاش بریتانیایی بود.

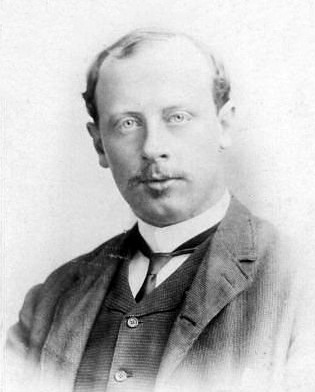
لنس کالکین

کالکین دومین فرزند از یک خانواد شامل هفت خواهر و برادر بود. او در لندن از خانواده امیلی و جورج کالکین، موسیقی‌دان و آهنگساز به دنیا آمد. او در یک مدرسه خصوصی تحصیل کرد و سپس در مدرسه هنرهای زیبای اسلید و مدارس آکادمی سلطنتی تحصیل کرد. از آثار اصلی او می‌توان به پرتره ادوارد هفتم، شاه جورج پنجم، مارکیز کامدن و جوزف چمبرلین اشاره کرد. بسیاری از آثار او در هفته نامه مصور گرافیک تکثیر شدند.
کالکین در سال ۱۸۹۱ با آلیس آنی اوبراین (۱۹۵۷–۱۸۷۰) در کمبرول ازدواج کرد. آنها سه فرزند داشتند که همگی آنها دختر بودند؛ جوآن مارگارت (متولد ۱۸۹۲)، فیلیس آیلین (متولد ۱۸۹۴) و انید (متولد ۱۹۰۳). در سال ۱۸۹۵، او به عضویت موسسه سلطنتی نقاشان روغن درآمد.
کالکین در سال ۱۹۳۶ در خیابان کرسیلتون، فولهام، لندن درگذشت.